# Delias hemianops
Delias hemianops is een vlindersoort uit de familie van de Pieridae (witjes), onderfamilie Pierinae.
Delias hemianops werd in 1992 beschreven door Gerrits & van Mastrigt.